# 中央谷地

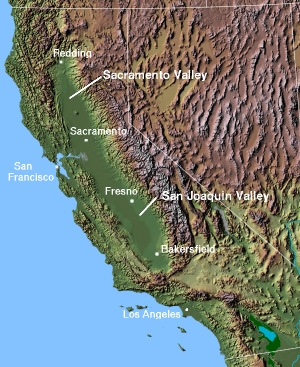
加州中央谷地地形圖

中央谷地（英語：Central Valley）是縱貫美國加利福尼亞州中部與太平洋海岸平行的狭长盆地，南北長約720（450英里），東西寬約60—100（37—62英里），面積超過46,600平方（18,000平方英里）。由北部的沙加緬度河和南部的聖華金河共同沖積而成，是加州重要的農業區。

## 地形
加州中央谷地東鄰內華達山脈、西接海岸山脉、北近喀斯開山脈，南臨特哈查比山脈。
整個中央谷地地形平坦，整個平原唯一的小山丘是沙加緬度北方71公里的Sutter Butte，是一座死火山，海拔650 m。

## 氣候
中央谷地為地中海型氣候，夏季乾燥炎熱、冬季濕潤涼爽。北部雨量較多，南部較為乾燥。西班牙與墨西哥統治時期，這裡本來是半沙漠地帶，只能作為畜牧用地，後來由於加州水道系統（California Aqueduct）的興建，使得中央谷地搖身一變成為美國重要的農業區。
吐爾霧（Tule fog）是秋末至冬天在中央谷地經常出現的大霧，這個時期正好是中央谷地的雨季，屬於輻射霧的一種。

## 水文
中央谷地有兩大河流系統，分別是北部的萨克拉门托河與南部的圣华金河。中央谷地的河流均注入萨克拉门托-圣华金河三角洲与色逊湾，然后通过卡奎内兹海峡进入舊金山灣北部的圣巴勃罗湾，最後從金門海峽進入东太平洋。

## 產業

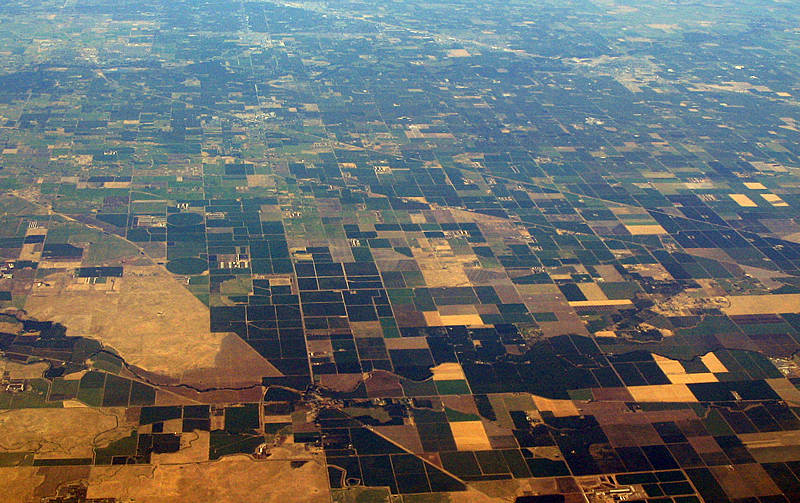
聖華金河谷地區

中央谷地是加州主要的農業區，主要農產品有：柳橙、棉花、杏、杏仁、番茄、葡萄、蘆筍、玉米等。其它重要作物還有：朝鮮薊、無花果、水蜜桃、水稻、橄欖、柿、石榴、洋李、胡桃等。
聖華金河谷南部有石油及天然氣蘊藏，贝克斯菲尔德是主要的煉油中心。

## 人文
中央谷地在行政區劃上劃分為以下19個郡：

中央谷地諸郡

- 北沙加緬度谷（沙斯塔、蒂黑马、格伦、布尤特、科卢萨）
- 沙加緬度都會區（沙加緬度、埃尔多拉多、萨特、尤巴、優洛、普莱瑟）
- 北聖華金（聖華金、斯坦尼斯劳斯、默塞德）
- 南聖華金（馬德拉、弗雷斯諾、金斯、图莱里、克恩）

中央谷地以上各郡總人口約650萬人，主要都會區有：沙加緬度、弗雷斯诺、贝克斯菲尔德、斯托克顿、雷丁等。

## 交通
5號州際公路與99号加利福尼亚州州道南北縱貫中央谷地，80號州際公路則橫貫中央谷地。